# Simeon Solomon
Simeon Solomon (Londres, 9 de outubro de 1840 - Londres, 14 de agosto de 1905) foi um pintor pré-rafaelita.
Oitavo e último filho do comerciante Meyer Solomon e da artista Kathe Levey, Simeon pertencia a uma proeminente família de judeus, uma das poucas aceites em Londres. Dois dos seus irmãos foram também pintores: Abraham Solomon (1823-1862) e Rebecca Solomon (1832-1886).
Simeon Solomon revelou-se um artista precoce. Quando tinha dez anos começou a receber lições de pintura do seu irmão Abraham e aos doze anos começou a frequentar a Carey's Art Academy. Em 1854, com catorze anos, ingressou na Royal Academy Schools; a partir de 1857 estabelece amizades com vários artistas da Irmandade Pré-Rafaelita, como Dante Gabriel Rossetti, Algernon Charles Swinburne e Edward Burne-Jones.
Os seus primeiros trabalhos - Isaac Offered (1858), Saul (1859), Moses in His Mother's Arms (1860), Shadrach, Meschach and Abednego (1863) - reflectem a sua herança judaica, representando passagens bíblicas ou rituais do judaísmo. Outras obras denotam personagens andróginas e alusões homoeróticas, como em Sappho and Erinna in a Garden at Mytelene (1864) ou Sad Love (1866).
No dia 13 de fevereiro de 1873 foi detido por ter relações sexuais com um homem de sessenta anos, George Roberts, num urinol público de Londres. Os homens foram acusados de indecência e tentativa de praticar sodomia. Ambos foram condenados a dezoito meses de prisão, mas a pena acabou por ser reduzida a vigilância policial para Solomon. O incidente teria consequências trágicas para a sua carreira artística. A maioria dos seus amigos artistas e donos de galerias acabariam por ostracizá-lo. Tornou-se alcoólico e morre na pobreza em 1905. A sua relevância para o movimento dos pré-rafaelitas foi durante muito tempo esquecida e só recentemente valorizada pelos historiadores de arte.
Sepultado no Cemitério judaico de Willesden.